# Azra Jafari
Azra Jafari (en persa (dari):عذرا جعفری; Afganistán, 1978) ) es una política afgana de etnia hazara, que fue designada por el presidente Hamid Karzai alcaldesa de Nili, la capital de la provincia de Daykundi en diciembre de 2008, aconteciendo así la primera alcaldesa en Afganistán. 

## Biografía
Azra Jafari estuvo refugiada en Irán durante unos cuántos años debido a los talibanes. Entre 1994 y 2001 fue la responsable de la política cultural del colectivo de refugiados afganos en este país, y entre 1994-1998 y 2000-2001, además, estuvo editando una revista. Después de que la invasión de la coalición internacional liderada por los Estados Unidos hiciera caer los talibanes en el año 2001, Azra Jafari regresó a Afganistán y se integró en el Loya Jirga (gran consejo nacional de emergencia) en Kabul, que eligió el presidente provisional del país. De 2002 a 2003 trabajó activamente como documentalista y comunicadora en la Comisión Constituyente, mientras lo simultaneaba con la dirección de la Asociación por la Igualdad de Derechos en Afganistán. Entre 2003 y 2005 dirigió la Federación Internacional de Mujeres Empresarias y Profesionales, en Kabul Durando unos cuántos meses del 2007 trabajó como alto funcionario de Educación y, finalmente, en 2007-2008 fue nombrada alcaldesa de la ciudad de Nili. 
Casada con el cineasta afgano Malek Shafi'y, en 2004 tuvieron una hija. 

## Libros
- "Y Am a Working Woman", un libro sobre los derechos de mujeres trabajadoras afganas en las leyes laborales (2008).
- Ha colaborado en la antología The Making of the New Constitution of Afghanistan: una recopilación de artículos eruditos sobre el proceso de redacción de la nueva constitución democrática de la Afganistán (2003).
- Ha dirigido Afghan Refugees’ Opiniones and Proposals in the Neighboring Countries, una encuesta sobre las opiniones y propuestas de los refugiados afganos en los países vecinos respecto al borrador de la Constitución.